# Cibal de la Gloria
Cibal de la Gloria es una localidad del municipio de Balancán ubicado en la subregión de los Ríos del estado mexicano de Tabasco.

## Geografía
La localidad se ubica a 45.1 kilómetros (en dirección noreste) de la localidad de Balancán de Domínguez, la cabecera y lugar más poblado del municipio. Se sitúa en las coordenadas geográficas 17°34′11″N 91°10′52″O / 17.569722, -91.181111, a una elevación de 59 metros sobre el nivel del mar.

## Demografía
Según el Conteo de Población y Vivienda 2020, efectuado por el Instituto Nacional de Estadística y Geografía, la localidad de Cibal de la Gloria tiene 135 habitantes, de los cuales 69 son del sexo masculino y 66 del sexo femenino. Su tasa de fecundidad es de 2.51 hijos por mujer y tiene 40 viviendas particulares habitadas.
| Gráfica de evolución demográfica de Cibal de la Gloria entre 1990 y 2020 |
|                                                                          |
| INEGI.                                                                   |